# Moniot d'Arras
Ne doit pas être confondu avec Moniot de Paris.
Moniot d'Arras (actif vers 1225) est un compositeur et trouvère français actif au XIIIe siècle.
Il était moine (Moniot est un diminutif de moine) à l'abbaye d'Arras dans le nord de la France ; la région était à l'époque un centre d'activité trouvère et il avait pour contemporains les trouvères Adam de la Halle et Colin Muset. Ses chansons étaient toutes monodiques dans la tradition pastorale et celle de l'amour courtois ; il a également écrit des chansons religieuses. Environ quinze de ses chants profanes et deux chants religieux sont parvenus au XXIe siècle ; sa chanson la plus célèbre est Ce fut en mai.